# Констен, Бернард
Бернард Констен (5 апреля 1932 - 22 июля 2017) — бывший французский автогонщик.
Чемпион Франции по ралли 1967 года. В чемпионате Франции выступал за Alfa Romeo.

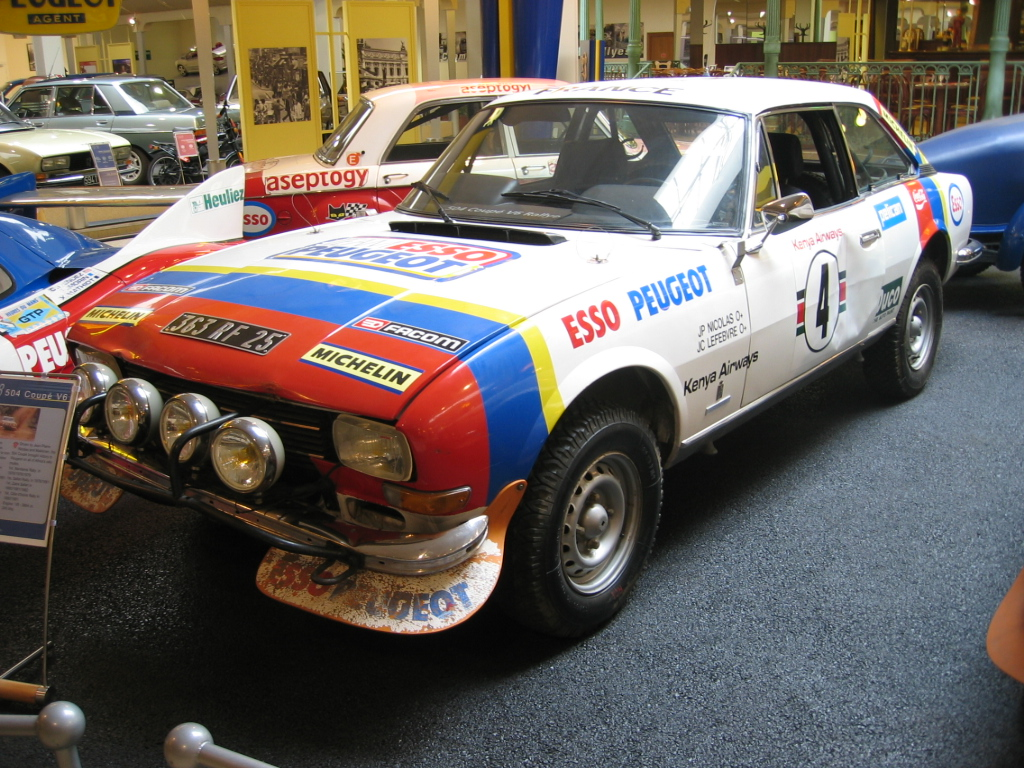
Peugeot 504 на котором выступал Бернар Констен

 В 1971 году на Ралли Марокко входившее в чемпионат мира среди производителей по ралли занял третье место.
Лучший результат "серебро" на Ралли Марокко 1975 года. В чемпионате мира по ралли 1975 года.